# Kashmore
Kashmore (Sindhi ڪشمور, Urdu کشمور) ist der Verwaltungssitz des Tehsil Kashmore in dem Distrikt Kashmore in der Provinz Sindh in Pakistan.

## Bevölkerungsentwicklung
| Zensusjahr | Einwohnerzahl |
| ---------- | ------------- |
| 1972       | 06.572        |
| 1981       | 12.102        |
| 1998       | 28.548        |
| 2017       | 56.087        |